# Diaphorus pusio
Diaphorus pusio är en tvåvingeart som beskrevs av Meijere 1916. Diaphorus pusio ingår i släktet Diaphorus och familjen styltflugor. Inga underarter finns listade i Catalogue of Life.